# 傑克·馬凱爾

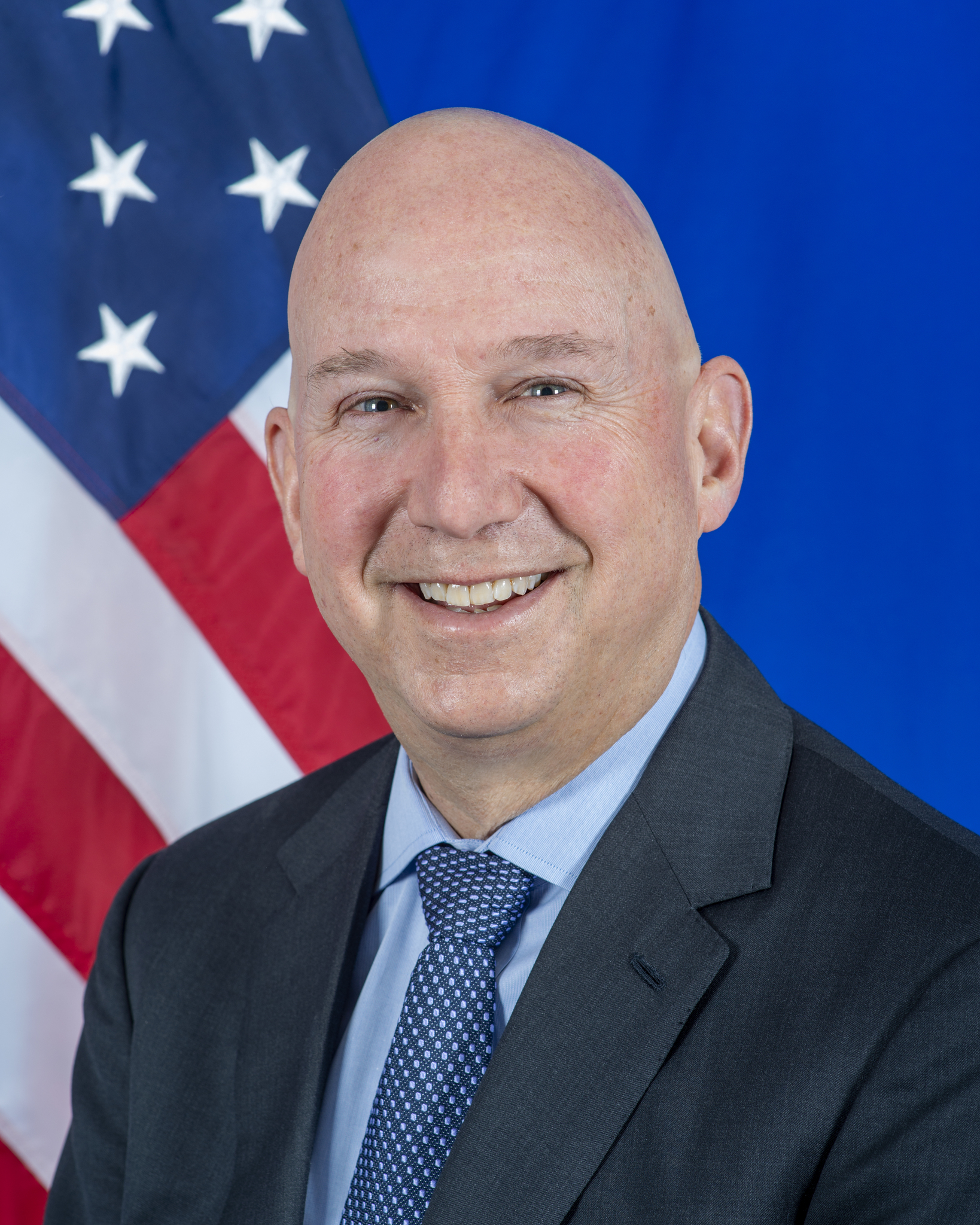
傑克·馬凱爾

傑克·馬凱爾（Jack Markell；1960年11月26日—）是美國的一位政治人物。傑克·馬凱爾自2009年開始擔任第73任特拉华州州長。傑克·馬凱爾的黨籍是民主黨。傑克·馬凱爾畢業於布朗大學和芝加哥大學。他在踏入政壇之前是一位商人。